# Hero of the Day
Hero of the Day ist ein Lied der US-amerikanischen Metal-Band Metallica. Es erschien am 9. September 1996 als zweite Single aus dem Album Load (1996).

## Entstehungsgeschichte
Hero of the Day wurde von Kirk Hammett, James Hetfield und Lars Ulrich geschrieben. Bereits am 10. Dezember 1994 entstand eine frühe Demoversion unter dem Titel Mouldy. Der Name ist eine Anspielung auf Bob Mould, an dessen Gitarrensound sich das Hauptriff anlehnt. Die Demoversion erschien später als B-Seite einer der Singleversionen. Das Lied selbst wurde am 13. Dezember 1995 im Plant Studio in Sausalito, Kalifornien unter der Regie von Bob Rock sowie Hetfield und Ulrich aufgenommen. Musikalisch handelt es sich um eine Powerballade. 
1999 erschien auf S&M eine Version des Songs, die Metallica zusammen mit dem San Francisco Symphony Orchestra eingespielt hat.
Obwohl der Song zu Load-Zeiten sehr beliebt war, verschwand er relativ schnell aus Metallicas Setlist und wird nur noch selten gespielt.

## Musikvideo
Das Musikvideo wurde von Anton Corbijn gedreht. Es zeigt einen bekifften Jugendlichen, der sich durch das Fernsehprogramm zappt. In jeder Sendung sind Metallica-Mitglieder zu sehen. So ist Jason Newsted als Moderator einer Gameshow zu sehen. Auf einem anderen Kanal boxt er sich mit Kirk Hammett. Auch als Hauptdarsteller eines Western sind die Mitglieder der Band zu sehen. Das Video ist auf der Kompilation Metallica: The Videos 1989–2004 zu finden.

## Singleversionen
Die Single wurde besonders bekannt durch die vier Motörhead-Cover Overkill, Damage Case, Stone Dead Forever und Too Late Too Late. Alle vier wurden auf der Geburtstagsparty zu Lemmy Kilmisters 50. Geburtstag im Whiskey-A-Go-Go (Los Angeles) mitgeschnitten und als B-Seite verschiedener Versionen der Single beigelegt. Alle vier Cover wurden später dem Coveralbum Garage Inc. (1998) beigefügt.
Es existieren mehrere Versionen der Single, darunter eine Sammeledition bestehend aus zwei separat zu erwerbenden Maxi-CDs. Die bekanntesten Versionen sind hier aufgeführt.

### US-Single
1. Hero of the Day – 4:24
2. Kill/Ride Medley (Live) –	10:17

### International Single Part 1
1. Hero of the Day – 4:24
2. Overkill – 4:07
3. Damage Case – 3:53
4. Hero of the Day (Outta B-Sides Mix) – 6:34

### International Single Part 2
1. Hero of the Day – 4:24
2. Stone Dead Forever – 5:06
3. Too Late Too Late – 3:18
4. Mouldy (aka Hero of the Day – early demo version) – 5:22

### Limited Edition CD (MotörheadACHE)
1. Hero of the Day – 4:24
2. Overkill – 4:09
3. Damage Case – 3:39
4. Stone Dead Forever – 4:52
5. Too Late Too Late – 3:12

### EP (Japan)
1. Hero of the Day – 4:24
2. Mouldy (aka Hero of the Day - early demo version) – 5:25
3. Hero of the Day (Outta B Side Mix) – 6:37
4. Stone Dead Forever – 4:50
5. Damage Case – 3:38
6. Too Late Too Late – 3:12

## Kommerzieller Erfolg

### Chartplatzierungen
Hero of the Day war in den Charts erfolgreich. Die Single erreichte unter anderem in sechs Chartwochen Position 39 in Deutschland. In Österreich erreichte sie in zwei Chartwochen Position 29, im Vereinigten Königreich in vier Chartwochen Position 17 und in den Vereinigten Staaten in 18 Chartwochen Position 60 der Charts. Einzig im Vereinigten Königreich konnte sich auch die EP zu Hero of the Day in den Charts platzieren. In einer Chartwoche gelang es ihr Position 47 der britischen Albencharts zu erreichen.
| ChartsChartplatzierungen       | Höchstplatzierung | Wochen |
| ------------------------------ | ----------------- | ------ |
| Deutschland (GfK)              | 39 (6 Wo.)        | 6      |
| Österreich (Ö3)                | 29 (2 Wo.)        | 2      |
| Vereinigte Staaten (Billboard) | 60 (18 Wo.)       | 18     |
| Vereinigtes Königreich (OCC)   | 17 (4 Wo.)        | 4      |

### Auszeichnungen für Musikverkäufe
| Land/Region               | Auszeichnungen für Musikverkäufe (Land/Region, Auszeichnung, Verkäufe) | Verkäufe |
| ------------------------- | ---------------------------------------------------------------------- | -------- |
| Australien (ARIA)         | Platin                                                                 | 70.000   |
| Vereinigte Staaten (RIAA) | Gold                                                                   | 500.000  |
| Insgesamt                 | 1× Gold · 1× Platin ·                                                  | 570.000  |

Hauptartikel: Metallica/Auszeichnungen für Musikverkäufe